# ريكاردو ليما
ريكاردو ليما (20 فبراير 1994 في البرازيل - ) هو لاعب كرة قدم برازيلي في مركز الدفاع.

## وصلات خارجية
- ريكاردو ليما على موقع قاعدة بيانات كرة القدم.إي يو (الإنجليزية)
- ريكاردو ليما على موقع Soccerway.com (الإنجليزية)